# Renault 6Q
Renault 6Q—  поршневой авиационный двигатель воздушного охлаждения, разработанный и производившийся компанией Renault в 1930-е — 1940-е годы. В отечественных источниках, наряду с другими перевёрнутыми рядными двигателями этой компании, могут именоваться как Рено Бенгали.

## История
Двигатель был сертифицирован к производству в 1936 году и выпускался около 10 лет, в том числе и во время Второй мировой войны.
За предвоенные годы было произведено 1700 экземпляров двигателя и ещё 1660 до 1945 года. После войны выпуск был возобновлён. Большая часть моторов 6Q была установлена на самолётах Caudron C.440 Goeland, и послевоенных французских переделках Messerschmitt Bf 108: Pingouin, Noralpha и Ramier.
В задней части двигателя мог устанавливаться приводной центробежный нагнетатель (ПЦН), весом в 13 кг, увеличивавшим общую длину конструкции на 242 мм; он позволял довести мощность на высоте 2000 м до 237 л. с. (174 кВт) на 2,500 об/мин. Две довоенные модификации выпускались с нагнетателями, рассчитанными на разную высоту: тип 02/03 — 2000 м, и тип 04/05 — 4000 м.
Двигатели Renault 6Q были закуплены Советским Союзом и выпущены по лицензии малой серией как МВ-6 (частично унифицированные с МВ-4).

## Модификации
(С чётными номерами вращение по часовой стрелке, с нечётными — против).
Renault 6Q-00/01Unsupercharged LH/RH rotation
Renault 6Q-02/03220 л.с. (160 кВт) Supercharged to 2000 м (6600 футов) LH/RH rotation
Renault 6Q-04/05240 л.с. (180 кВт) Supercharged to 4000 м (13 000 футов) LH/RH rotation
Renault 6Q-06/07233 л.с. (174 кВт)
Renault 6Q-08/09240 л.с. (180 кВт)
Renault 6Q-10/11230 л.с. (170 кВт)
Renault 6Q-18/19
Renault 6Q-20/21300 л.с. (220 кВт)

## Применение
- Caudron C.440 Goéland
- Caudron C.631-5 Simoun
- Caudron C.640 Typhon
- Caudron C.690
- Caudron C.860
- Dewoitine HD.730
- Farman F.430
- Hanriot H.230
- Morane-Saulnier MS.350
- Morane-Saulnier MS.501 (Fieseler Fi 156 Storch послевоенного французского выпуска)
- Nord 1101/2 Noralpha/Ramier
- Nord 1100 Pingouin
- Potez 661
- Rey R.1
- SNCASE SE.700
- SNCASE SE.1210

## Двигатель в экспозициях музеев
- Renault 6Q 10, установленный на самолёте Nord 1101 Ramier I, находится в одном из музее авиационной федерации Ailes Anciennes в Тулузе (на снимке вверху).[5]